# Ashmoleovo muzeum
Ashmoleovo muzeum, oficiálně Ashmolean Museum of Art and Archaeology, je pravděpodobně prvním univerzitním muzeem na světě. Nachází se v britském Oxfordu a bylo založeno mezi lety 1678 až 1683.

## Historie
Jeho vznik bývá dáván do souvislosti s osobou sira Christophera Wrena (1632–1723), britského matematika, fyzika, geometra a astronoma. Název muzea je odvozen od jména dalšího britského vědce, astrologa a politika Eliase Ashmolea (1617–1692), který univerzitě věnoval v roce 1677 svou sbírku přírodnin, umění a kuriozit a položil tak základ muzejních sbírek. Stávající neoklasicistní budovu navrhl roku 1845 architekt Charles Cockerell. Budova prošla v letech 2006–2009 celkovou rekonstrukcí. O program akvizic muzea a uspořádání se zasloužil zejména Sir Arthur Evans. Od roku 1924 se muzeum profiluje jako Muzeum dějin vědy. Patří k němu rozsáhlý Beazleyho archiv, v němž jsou sumarizovány výsledky mezioborového vědecko-výzkumného projektu.

## Sbírky
- Archeologické sbírky mapují historii lidského osídlení, počínaje územím dnešního Egypta a Núbie v údolí Nilu od doby před 5 000 lety a mají celkem v šesti sálech druhou největší sbírku staroegyptského umění po Britském muzeu. Neméně významná je sbírka antického umění Řecka a Říma od kamenných památek přes předměty kovové, keramiku až po šperk a gemy.

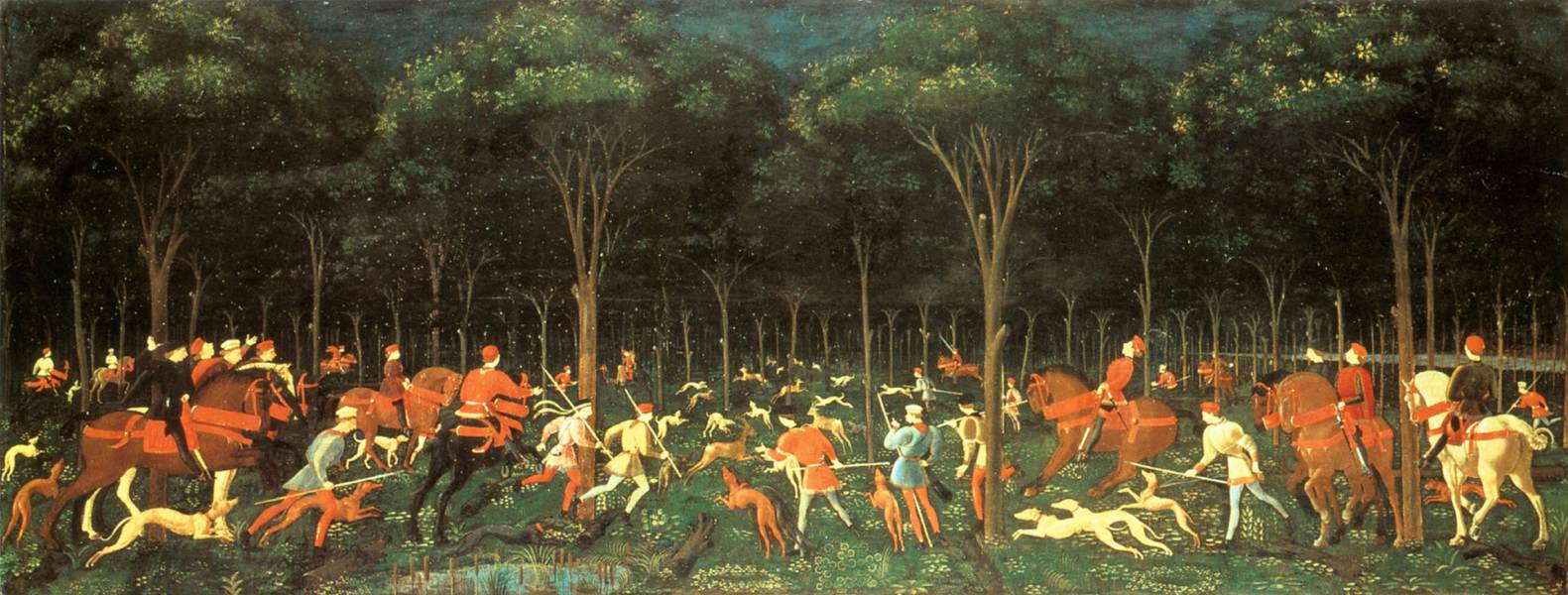
Paolo Uccello: Lov v lese

Archeolog Arthur Evans věnoval muzeu rozsáhlou sbírku mínojského umění.
- Ashmoleův Kabinet kuriozit je instalován v náznakové historické rekonstrukci. Patřil do něj mj. dodo, z něhož se zachovala hlava a jeden zub[1].
- Paleontologie: muzeum jako první veřejnosti přístupná instituce v Evropě vlastnilo fosílii dinosaura (kus stehenní kosti megalosaura), kterou zobrazil první představený muzea Robert Plot (1640–1696).
- Mallettova galerie prezentuje interiér evropských aristokratů pomocí umění a řemesel 16.–19. století
- Sochařská a malířská sbírka obsahuje západoevropská a jihoevropská díla od gotiky po 20. století, např. olejomalbu Paola Uccella Lov v lese (1465–70), kresby Leonarda da Vinci, Raffaela, Michelangela, obrazy Williama Turnera, Johna Constablea, Pabla Picassa nebo plastiky Barbary Hepworthové[2].
- Kabinet starých tisků – představuje grafiku od 15. do 19. století, prvotisky a mapy